# Netflix Animation
Netflix Animation (även känd som Netflix Animation Studios) är en amerikansk animationsstudio och ett dotterbolag till Netflix, Inc. Det grundades i mars 2018. Studion producerar och utvecklar främst animerade program och långfilmer.

## Långfilmer
- 2019 – Klaus (film)
- 2020 – Syskonen Willoughby
- 2020 – Till månen och tillbaka
- 2021 – Alligatorpojken Arlo
- 2021 – Tillbaka till vildmarken
- 2022 – Havsmonstret
- 2022 – Wendell & Wild
- 2022 – Min fars drake
- 2022 – Guillermo del Toros Pinocchio
- 2023 – Trollkarlens elefant
- 2023 – Apkungen (film, 2023)
- 2023 – Leo (film, 2023)
- 2024 – Enhörningen Thelma
- 2024 – Ultraman: Rising
- 2024 – Den där julen
- 2025 – In Your Dreams
- 2025 – Herr och fru Slusk